# Chatteris
Chatteris ist eine Stadt und eine Verwaltungseinheit im District Fenland in der Grafschaft Cambridgeshire, England. Chatteris ist 27,5 km von Cambridge entfernt. Im Jahr 2001 hatte sie 8466 Einwohner. Chatteris wurde 1086 im Domesday Book als Cetriz erwähnt.